# James Whistler (Prison Break)
James Whistler is een personage uit de televisieserie Prison Break. Hij wordt gespeeld door Chris Vance. Het personage komt voor vanaf de eerste aflevering van het derde seizoen.

## Biografie
Whistler is veroordeeld voor de moord op de zoon van de burgemeester van Panama-Stad, wat hij zelf ontkent. Hij zit zijn gevangenisstraf uit in Sóna. Lechero, de baas van de gevangenis, heeft een prijs op zijn hoofd gezet. Degene die hem vermoordt krijgt een rechtszaak en de rechter is een goede vriend van Lechero. In principe is diegene dan een vrij man. Om zich te verbergen zit Whistler verstopt in het riool in de eerste twee afleveringen van seizoen 3. In zijn debuutaflevering (Orientación) komt Bellick afval dumpen in het riool. Whistler zoekt dan contact met hem en vraagt hem briefjes te doen in de zakken van de twee mensen die een gevecht zouden gaan hebben.
In Fire/Water komt Michael Scofield erachter dat er een man in het riool zit en gaat erop af. Een andere gevangene, een "vriend" van Michael en Mahone, hoort het gesprek tussen Michael en Bellick, en vertelt het aan Mahone als hij het vraagt. Mahone vindt dan Whistler en brengt hem na tegenstribbelen van Whistler omhoog. Ondertussen heeft Michael Lechero gevraagd om ´´de prijs´´ van Whistlers hoofd te halen. Hij weigert eerst. Ondertussen is er in Sona een tekort aan water, omdat een van Lechero's mannen, Sammy, het laatste vat met water heeft omgegooid. Er ontstaat een rel en Lechero belt de bewakers die buiten de gevangenis staan. Ze zeggen dat er pas over twee dagen water komt. Michael maakt gebruik van deze situatie door op een bepaalde plek in het riool een bom te gooien zodat de blokkade in de waterleiding opengaat. Wanneer hij weer naar boven komt staat Mahone voor Lechero, terwijl hij Whistler vast heeft. Lechero ziet Michael en haalt ´´de prijs´´ van Whistlers hoofd omdat Michael Sona weer van water heeft voorzien.
Buiten de gevangenis heeft Sofia Lugo, Whistlers vriendin, het briefje gevonden dat Bellick in de zakken van de mensen in het gevecht moest stoppen. Er stond op: Versailles 1989 V. Madrid. Dit betekent Banco de Versailles rekeningnummer 1989. V. Madrid staat voor de naam Vera Madrid, een medewerkster van de bank. In het kluisje van Whistler zit alleen een vogelboekje. Terwijl Sofia op weg is naar haar huis houdt Lincoln haar tegen en pakt het boekje af. Wanneer hij bij zijn hotel komt heeft hij een extra exemplaar gekocht en dat geeft hij ook aan Susan B. Anthony wanneer zij hem bedreigt met een pistool. In dat boekje staan telefoonnummers van mensen die hem konden helpen de zoon van de burgemeester van Panama-Stad terug te vinden.
In seizoen 4 maakt hij samen met Mahone en Susan B. Anthony het plan om Scylla te pakken te krijgen. Dit is een datakaart van the Company. The company komt echter achter dit plan en wil iedereen dood hebben. Het duurt niet lang of ze hebben Susan B. Anthony te pakken. Mahone vertelt Michael Scofield over dit plan, hij heeft er echter geen oren naar. Als Wishtler later zelf contact opneemt met Michael weet de company hem te vinden en schieten ze Wisthler door zijn hoofd. Michael en Mahone kunnen nog net ontsnappen, maar Whistler overlijdt. Michael en Mahone gaan later in seizoen 4, samen met een groep toch op zoek naar Scylla.